# Regiunea Assaba
Assaba (arabă ولاية العصابة) este o regiune din Mauritania.
Assaba are 5 departmente:
- Aftout
- Boumdeid
- Guerou
- Kankossa
- Kiffa